# ドレパナの戦い
ドレパナの戦いはポエニ戦争中の紀元前249年から241年にかけてカルタゴが確保するドレパナ（現在のトラーパニ）を共和政ローマが攻めた攻城戦である。

## 概要
ドレパナとリリバイウム（現在のマルサーラ）は、シチリア島西端のカルタゴ海軍の根拠地であるが、長年にわたってローマの攻撃を受けていた。攻城戦が開始された直後に発生したドレパナ沖の海戦ではカルタゴ海軍が勝利し、ローマ海軍による海上封鎖は破られ、カルタゴはこの2つの都市に海上からの補給が可能になった。他方、ドレパナに対する陸上からの連絡路はエリュクス山（現在のエーリチェ山）によって支配されており、両国の陸軍が衝突していたがローマが優勢になっていた。
紀元前241年、ガイウス・ルタティウス・カトゥルスがローマ艦隊を再建し、ドレパナの包囲を強化したため、カルタゴは救援のためにその艦隊を差し向けた。しかしカルタゴ艦隊は途中でローマ艦隊に補足・撃滅され（アエガテス諸島沖の海戦）、第一次ポエニ戦争は終結した。

## 参考資料
1. ↑  Dillon, Matthew; Garland, Lynda (2005). Ancient Rome: From the Early Republic to the Assassination of Julius Caesar. London: Routledge. p. 190. ISBN 0-415-22458-6

座標: 北緯38度01分00秒 東経12度31分00秒 / 北緯38.0167度 東経12.5167度